# Изолабела
Изолабѐла (на италиански: Isolabella; на пиемонтски: Isolabela) е село и община в Метрополен град Торино, регион Пиемонт, Северна Италия. Разположено е на 256 m надморска височина. Към 1 януари 2020 г. населението на общината е 379 души, от които 8 са чужди граждани.